# Андрющенко, Вячеслав Игоревич
Вячесла́в И́горевич Андрю́щенко (род. 4 июля 1989, Барнаул) — белорусский и российский хоккеист, нападающий Немана..

## Биография
Сын хоккеиста Игоря Андрющенко. Родился 4 июля 1989 года в городе Барнауле Алтайского края. Воспитанник хоккейных школ «Мотор» (Барнаул) и «Юность» (Минск, Белоруссия). Окончил среднюю школу № 191 города Минска.
В составе сборной Белоруссии по хоккею с шайбой участвовал в чемпионате мира 2013 и в Европейском хоккейном вызове EIHC Tournament Slovenia — 2014.

## Достижения
- Победитель чемпионата Белоруссии — 2009 год;
- Серебряный призер чемпионата Белоруссии — 2011 год;
- Обладатель Кубка Белоруссии — 2011 год;
- Чемпион Белоруссии — 2012 год;
- Серебряный призер Континентального кубка — 2013 год;
- Серебряный призер чемпионата Белоруссии — 2013 год.

## Статистика выступлений

### Международные соревнования
| 2013                        | сборная Белоруссии          | Чемпионат мира              | 7 | 0 | 1 | 1 | 2 |
| Всего за сборные Белоруссии | Всего за сборные Белоруссии | Всего за сборные Белоруссии | 7 | 0 | 1 | 1 | 2 |

## Увлечения
Хобби — большой теннис. В теннис начал играть со своим отцом в 12 или 13 лет. Играет в любительской лиге тенниса в Минске.